# Kai Mahler
Kai Mahler (* 11. September 1995 in Fischenthal) ist ein Schweizer Freestyle-Skier. Er startet in den Freestyledisziplinen.

## Werdegang
Mahler nimmt seit 2010 an Wettbewerben der FIS und der AFP World Tour teil. Dabei holte er im Februar 2011 im Slopestyle bei den Austrian Freeskiing Open Rookies in Kaprun seinen ersten Sieg. Sein Debüt im  Weltcup hatte er im Januar 2011 am Kreischberg, welches er auf dem fünften Rang im Halfpipe-Wettbewerb beendete. Bei den Weltmeisterschaften 2011 in Park City belegte er den 16. Platz im Halfpipe-Wettbewerb. Zu Beginn der Saison 2011/12 holte er bei den New Zealand Winter Games in Cardrona die Silbermedaille im Big Air. Im weiteren Saisonverlauf kam er im Big Air beim freestyle.ch in Zürich, beim Budapest Fridge Festival und im Slopestyle bei den Schweizer Meisterschaften in Val d’Illiez auf den zweiten Platz. Im Januar 2012 gewann er bei den Olympischen Jugend-Winterspielen in Kühtai die Goldmedaille im Halfpipe-Wettbewerb und bei den anschliessenden Winter-X-Games 2012 in Aspen die Silbermedaille im Big Air. Im folgenden Monat siegte er im Big Air beim Frostgun Invitational in Val Thorens. Bei den Juniorenweltmeisterschaften 2012 in Chiesa in Valmalenco wurde er Juniorenweltmeister im Slopestyle. Zum Saisonende siegte er im Big Air bei Nine Knights in Livigno und erreichte damit den dritten Platz in der Wertung des AFP World Tour Big Air.
In der folgenden Saison errang Mahler beim Relentless Freeze Festival in London den dritten Platz und gewann bei der Winter Dew Tour in Breckenridge. Bei den Winter-X-Games 2013 gewann er wie im Vorjahr die Silbermedaille im Big Air. Im Januar 2014 belegte er beim US Grand Prix und Weltcup in Breckenridge den dritten Rang im Slopestyle. Im selben Monat holte er bei den Winter-X-Games 2014 in Aspen die Bronzemedaille im Big Air. Bei seiner ersten Olympiateilnahme 2014 in Sotschi kam er auf den 16. Platz im erstmals ausgetragenen Slopestyle-Wettbewerb. Im März 2014 erreichte er bei den European Freeski Open in Laax den dritten Platz im Slopestyle. Bei den Winter-X-Games 2015 in Aspen wurde er Vierter im Big Air. Im folgenden Jahr errang er bei den Winter-X-Games 2016 in Aspen den fünften Platz und bei den X-Games Oslo 2016 den vierten Platz jeweils im Big Air. Im März 2016 gelang ihm beim Spring Battle in Flachauwinkl der dritte Platz im Slopestyle.
Zu Beginn der Saison 2016/17 holte Mahler beim Big Air in Mailand seinen ersten Weltcupsieg. Im Januar 2017 gewann er bei den Winter-X-Games 2017 in Aspen die Bronzemedaille im Big Air. Beim folgenden Weltcup in Québec siegte er erneut im Weltcup. Bei den X-Games Norway 2017 in Hafjell errang er den 16. Platz im Big Air. Zum Saisonende wurde er Schweizer Meister im Big Air und erreichte den zehnten Platz im Gesamtweltcup und den vierten Platz im Big-Air-Weltcup.

## Erfolge
Saison 2010/11
- 1. Platz Austrian Freeskiing Open Rookies in Kaprun, Slopestyle

Saison 2011/12
- 1. Platz Olympische Jugend-Winterspiele 2012 in Kühtai, Halfpipe
- 1. Platz Frostgun Invitational in Val Thorens, Big Air
- 1. Platz Juniorenweltmeisterschaften 2012 in Chiesa in Valmalenco, Slopestyle
- 1. Platz Nine Knights in Livigno, Big Air
- 2. Platz New Zealand Winter Games in Cardrona, Big Air
- 2. Platz freestyle.ch in Zürich, Big Air
- 2. Platz Fridge Festival in Budapest, Big Air
- 2. Platz Winter-X-Games 2012 in Aspen, Big Air
- 2. Platz Schweizer Meisterschaften in Val d’Illiez, Slopestyle
- 3. Platz Wertung AFP World Tour Big Air

Saison 2012/13
- 1. Platz Winter Dew Tour in Breckenridge, Big Air
- 2. Platz Winter-X-Games 2013 in Aspen, Big Air
- 3. Platz Relentless Freeze Festival in London, Big Air

Saison 2013/14
- 3. Platz FIS-Weltcup und US Grand Prix in Breckenridge, Slopestyle
- 3. Platz Winter-X-Games 2014 in Aspen, Big Air
- 3. Platz European Freeski Open in Laax, Slopestyle

Saison 2015/16
- 3. Platz Absolut Park Spring Battle in Flachauwinkl, Slopestyle

Saison 2016/17
- 1. Platz FIS-Weltcup in Mailand, Big Air
- 1. Platz FIS-Weltcup in Québec, Big Air
- 1. Platz Schweizer Meisterschaften und Europacup in Silvaplana, Big Air
- 3. Platz Winter-X-Games 2017 in Aspen, Big Air